# Marie-Mesmin du Bouex de Villemort
Marie-Mesmin du Bouex de Villemort, né le 15 décembre 1745 à Villemort (Vienne) et mort le 7 août 1815 à Poitiers ou à Villemort, est un noble français, officier et député de la noblesse aux États généraux de 1789.

## Biographie

### Famille
Marie-Mesmin du Bouex de Villemort est né le 15 décembre 1745 à Villemort,. Il est le fils de Henri Joseph du Bouex, comte de Villemort, et de Marie Henriette Julie Petit de La Guierche.

### Carrière
Marquis de Villemort et seigneur de Boissec, il est officier au régiment Royal-Étranger cavalerie et chevalier de Saint-Louis.
Le 1er avril, ou le 27 mai 1789, il est élu député de la noblesse aux États généraux par la sénéchaussée de Poitiers,,. Il est le sixième député élu, au troisième tour de scrutin,.
Il ne se montre pas hostile aux réformes décidées par l'Assemblée nationale constituante sauf pour défendre les prérogatives royales. Sans y jouer les premiers rôles, il fait partie du groupe des aristocrates qui tentent, sans succès, d'organiser une première fuite de Louis XVI et une insurrection à la fin de l'année 1790. Il se met en congé de l'Assemblée à la fin janvier 1791 et revient siéger au mois de juillet.
De septembre 1790 à septembre 1791, il envoie de nombreuses lettres à François d'Escars, émigré dès juillet 1790, publiées en 1942. Il y décrit les séances de l'Assemblée et expose les affaires religieuses et les problèmes militaires, sans jamais laisser transparaître l'espoir de défaite souvent prêté aux émigrés,. 
Il émigre en 1792 et s'installe à Hagen. Il est inscrit sur la liste des émigrés. 
Il réside encore à Hagen le 28 fructidor an VIII (15 septembre 1800), quand sa femme demande au consul Charles-François Lebrun que son mari puisse revenir en France. Sa demande est appuyée par un certificat du maire de Villemort, qui atteste le 14 prairial an VIII (14 juin 1800) que Marie-Mesmin du Bouex de Villemort a voté à l'Assemblée nationale constituante « pour l'égalité et la liberté » et qu'en 1792 il était en  danger de mort. Il est rayé de la liste des émigrés en vendémiaire an IX (septembre-octobre 1800), revient en France et ne participe plus à la politique.
Il meurt le 7 août 1815, à Poitiers ou à Villemort (Vienne).

### Mariage
Il épouse le 16 novembre 1773 à La Mothe-Saint-Héray (Deux-Sèvres) Charlotte Marie Dominique de Carvoisin.

## Décoration
Chevalier de l'ordre royal et militaire de Saint-Louis.

## Correspondance
- Henri Calvet (éditeur), Lettres du Marquis de Villemort au Comte François d'Escars (1790-1791), Poitiers, coll. « Archives historiques du Poitou » (no 52), 1942, 165 p.[11],[12].